# 加藤一彦
加藤 一彦（かとう かずひこ、1959年 - ）は、日本の法学者。専門は憲法、特に政党法制・選挙法制、非常事態法制。学位は、博士（法学）（獨協大学・論文博士）。東京経済大学現代法学部教授。山内敏弘（一橋大学名誉教授）、吉田善明（明治大学名誉教授）の弟子の一人。元憲法理論研究会事務局長。元憲法理論研究会運営委員長。

## 経歴
- 獨協大学法学部卒業
- 獨協大学大学院法学研究科修士課程修了（法学修士）
- 明治大学大学院法学研究科博士後期課程単位取得。
- 1993年　東京経済大学経済学部専任講師を経て、助教授
- 1998年　ドイツ連邦共和国／ゲッティンゲン大学客員研究員（1999年迄）
- 2000年　東京経済大学現代法学部助教授
- 2002年　東京経済大学現代法学部教授、憲法理論研究会事務局長
- 2004年　博士（法学）（獨協大学）（学位論文「政党の憲法理論」）[3]

## 活動
- 2002年　国分寺市情報公開・個人情報保護審査会委員（2005年~2008年、会長）
- 2002年　国土交通大学校講師（兼務／2013年迄）

### 所属学会等
- 日本公法学会
- 全国憲法研究会
- 憲法理論研究会
- ドイツ憲法判例研究会
- 日本選挙学学会

## 著書
- 『政党の憲法理論』（有信堂弘文社、2003年5月、単著）（博士論文）
- 『ドイツの憲法判例』（第2版）（信山社、2003年12月、共著）
- 『新現代憲法入門』（法律文化社、2004年4月、共著）
- 『現代憲法入門ゼミ50選』（北樹出版、2005年4月、編著）
- 『ドイツの憲法判例II』（第2版）（信山社、2006年4月、共著）
- 『議会政治の憲法学』　（日本評論社、2009年、単著）
- 『新憲法判例特選〔第3版〕』（敬文堂、2020年、編著）
- 『立憲平和主義と憲法理論』（法律文化社、2010年5月、編著）
- 『フォーカス憲法』（北樹出版、2020年、編著）
- 『議会政の憲法規範統制』（三省堂、2019年、単著）
- 『非常時法の憲法作用』（敬文堂、2022年、単著）
- 『教職教養憲法15話〔改訂五版〕』（北樹出版、北樹出版、2023年9月、単著）
- 『憲法〔第四版〕』（法律文化社、2023年9月、単著）
- 『新7版 現代憲法入門講義』（北樹出版、2024年2月、編著）

　
他、議会政治関連の論文・共著多数